# 友だちの話
『友だちの話』（ともだちのはなし）は、河原和音原作、山川あいじ作画による日本の漫画作品。
2009年から2010年にかけて、集英社の『デラックスマーガレット』及び同誌のリニューアル誌『別冊マーガレットsister』に全3話が掲載された。単行本全1巻。同時収録されている「その彼、調べます」も河原と山川の合作である。

## あらすじ
平凡な外見で気弱な英子と、美少女で何でもはっきり物を言うもえは全くタイプが違うけれど、強い絆で結ばれている親友同士だった。これまで幾度となく男子に告白されてきたもえは、その度に「もえより英子を大事にしてくれるなら」と条件を突きつけていた。ほとんどの男子が理解出来なかったり、尻込みし去っていったが、ついに条件を満たす男子が現れる。もえの要望で、下校もデートも3人という状況が続き、英子は2人きりにしようと気を遣うが……。

## 登場人物
坂本 英子（さかもと えいこ）
平凡な容姿の高校生。自分が悪くないのに先に謝ってしまったり、押しに弱く何かを頼まれると断ることができない、気弱で優柔不断な性格。
もえ
誰もが振り返る美少女。スタイルも良い。何でもはっきりと言う性格が災いし、これまで親友と呼べる友だちができなかったが、同じクラスになった英子に初めて性格を羨ましがられ、親友同士になった。
土田（つちだ）
もえに告白した男子。もえが出した「もえより英子を大事にする」という条件を快諾するが、結局別れてしまう。
鳴神（なるがみ）
土田の親友。土田の恋愛が上手くいかなかったのはわがままなもえと、それに逆らえない気弱な英子のせいと考え、英子に嫌がらせをする。

## 書誌情報
- 原作：河原和音、作画：山川あいじ 『友だちの話』 集英社 〈マーガレットコミックス〉 全1巻
  1. 2010年10月25日発売[1]、ISBN 978-4-08-846586-9
    - その彼、調べます[2]（原作：河原和音、作画：山川あいじ、『別冊マーガレット』2010年3月号）